# John Weedon Verrall
John Weedon Verrall (Britt, Iowa, 17 juni 1908 – Laurelhurst, Washington, 15 april 2001) was een Amerikaans componist en muziekpedagoog.

## Leven
Verrall deed zijn studies in Londen, aan het Ferenc Liszt Conservatorium te Boedapest onder andere bij Zoltán Kodály en aan verschillende universiteiten in de Verenigde Staten. Hij behaalde zijn Bachelor of Music, in 1929  bij Aaron Copland in compositie aan de Minneapolis College of Music. Verdere leraren waren Roy Harris en Frederick Jacobi. In 1934 behaalde hij zijn Bachelor of Art aan de Universiteit van Minnesota in Minneapolis.    
Hierna doceerde hij van 1934 tot 1942 aan de Hamline-universiteit in Saint Paul, Minnesota. Van 1942 tot 1946 doceerde hij aan Mount Holyoke College in South Hadley, Massachusetts. In 1946 was hij fellow van de John Simon Guggenheim Memorial Foundation. Van 1948 tot 1973 was hij professor aan de Universiteit van Washington in Seattle. In 1964 was hij fellow van de D. H. Lawrence Foundation. Voor de muziekuitgave G. Schirmer en Boston Music Company was hij als editor werkzaam. 
Hij is professor Emeritus of Music van de Universiteit van Washington in Seattle. 

## Composities

### Werken voor orkest
- 1947 A Winter's Tale
- 1954 Symphony for Young Orchestras -  Symphony in the Phrygian Mode
- 1956 Portrait of Saint Christopher
- 1956 Variations on an Ancient Tune
- 1957 Concerto, voor piano en orkest
- 1957 rev.1989 Dark Night of Saint John, suite in vier bewegingen voor kamerorkest
- 1967 Symphony no. 3, voor orkest
- 1974 Concerto, voor altviool en orkest
- 1974-1976 Radiant Bridge, fantasie voor orkest gebaseerd op Indian shaker rhythms
- 1976 Suite no. 1, voor orkest
- 1985 Summerland Fantasy, een bucolic prelude voor orkest
- 1988 Olympic Sunset
- 1990 Lyric Symphony
- A Song of David, Elegie voor orkest
- Commentaries on Themes from Edvard Grieg
- Prelude: In Praise of Peace

### Werken voor harmonieorkest
- 1948 Holiday Moods, suite
- 1950 A Northern Overture
- 1954 Sinfonia Festiva
- 1958-1964 Passacaglia
- 1965 A Pastoral Elegy, voor hobo solo en harmonieorkest
- 1972 Prelude, Arietta and Fuge, naar Johann Sebastian Bach
- 1988 The Chief Joseph Legend
- A Christmas Fantasy, voor gemengd koor en harmonieorkest
- Commentaries on Themes of Grieg

### Toneelmuziek
- 1952 The Cowherd and the Sky Maiden, opera
- 1952 The Wedding Knell, opera - gebaseerd op een verhaal van Nathaniel Hawthorne
- 1955 Three Blind Mice, opera

### Werken voor koor
- 1947 Ah Come, Sweet Night
- Christ Crucified for Me
- They Shall Never Thirst

### Vocale muziek
- 1978 Colonial Heritage, drie liederen voor solozang en piano
- 1978 A Sojourn of the Spirit - tekst: John Gracen Brown
- 1979 Songs of Nature, vier liederen voor solozang en piano - tekst: John Gracen Brown
- 1982 To You - tekst: Walt Whitman
- The Promise of the Cross

### Kamermuziek
- 1940-1945 Strijkkwartet no. 2
- 1941 Strijktrio
- 1947 Serenade, voor blazerskwintet
- 1950 Strijkkwartet no. 3
- 1950-1959 Prelude and Allegro, voor strijkers (twee violen, altviool, cello, contrabas)
- 1952 Strijkkwartet no. 4
- 1952 Kwintet, voor strijkers en piano (twee violen, altviool, cello, piano)
- 1952 rev.1988 Strijkkwartet no. 5
- 1956 Strijkkwartet no. 6
- 1956 Suite for Brass Sextet, voor twee trompetten, hoorn, trombone, bariton, tuba
- 1957 Introduction and Rondino, voor 3 klarinetten
- 1960 Pastorale, voor twee fluiten, twee altviolen en drie celli
- 1961 Strijkkwartet no. 7
- 1965 Septet, voor blazers (fluit, hobo, twee klarinetten, hoorn, twee fagotten)
- 1967 Divertimento, voor strijkers (twee violen, altviool, cello, contrabas)
- 1970 Nonette, voor strijkkwartet en blazerskwintet
- 1971 Divertimento, voor klarinet, hoorn en fagot
- 1974 Serenade No. 2, voor blazerskwintet
- 1974 Introduction, Variations and Adagio, voor fluit, hobo, viool, cello, piano
- 1976 Eusebius Remembered, fantasie voor hoorn of tenorsaxofoon en piano
- 1979 Rhapsody, voor hoorn en strijkers
- 1984 Suite, voor 3 klarinetten
- 1987 Three Nocturnes, voor viool, cello en piano
- Concert Piece, voor strijkers en hoorns
- Dark and Light, vijf fantasie stukken voor hoorn en strijkers
- Strijkkwartet no. 1 (Introduction and Finale)

### Werken voor orgel
- 1968 Canzona for Organ

### Werken voor piano
- 1945 rev.1984 Theme and Variations: Eleven Variations on an Original Theme
- 1950 All in a Day, 6 korte stukken voor piano
- 1951 Sonata I
- 1954 Four Pieces
- 1954 Sketches and Miniatures
- 1956 Autumn Sketches
- 1964 Prelude, Intermezzo and Fugue, voor twee piano's
- 1967 Suite, voor twee piano's
- 1983 Duo Sonata, voor piano vierhandig
- 1984 Sonata, voor twee piano's
- 1985 Three New Preludes
- 1986 Sonata No. 2
- 1989 Sonata No. 1

### Werken voor beiaard
- 1958 Prelude and Fughetta
- 1968 Ostinato Jubilato

## Publicaties
- James Beale: Biographical Information: "The Music of John Verrall". 1958.
- John Verrall: Preliminary Exercises in Counterpoint by Arnold Schoenberg. in: Journal of Music Theory, Vol. 9, No. 1 (Spring, 1965), pp. 181-184

- CiNii: DA12104364
- Gemeinsame Normdatei: 1020824484
- International Standard Name Identifier: 0000 0000 8478 560X
- Library of Congress Control Number: no89006697
- Nationale Bibliotheek van Letland: 000071835
- MusicBrainz: 1752d41a-4db8-44c9-bd1a-f3ed4a6a059b
- Nationale Bibliotheek van Israël: 987007404933905171
- Nederlandse Thesaurus van Auteursnamen: 09740974X
- SNAC: w6jw8dhg
- Virtual International Authority File: 116593706
- WorldCat: E39PBJvmQWVChXgWD9Gd3g8cT3